# Kastanjebulbyl
Kastanjebulbyl (Hemixos castanonotus) är en fågel i familjen bulbyler inom ordningen tättingar. Den förekommer i södra Kina och norra Vietnam. Arten ökar i antal och beståndet anses vara livskraftigt.

## Utseende och läte
Kastanjebulbylen är en vackert tecknad sångfågel. Ovansidan är kastanjebrun med svartaktigt på hjässa och vingar, medan undersidan är vit med grå anstrykning på bröstet. Sången är en distinkt serie med tre noter, den sista en mjuk men hes vissling. Bland lätena hörs olika tjattrande och skallrande ljud.

## Utbredning och systematik
Kastanjebulbyl delas in i två underarter med följande utbredning:
- Hemixos castanonotus canipennis – förekommer i södra Kina (Hunan, Guangxi, Fujian och Guangdong)
- Hemixos castanonotus castanonotus – förekommer norra Vietnam (Tonkin) och Hainan

Vissa behandlar den som underart till brunörad bulbyl (H. flavala).

## Levnadssätt
Kastanjebulbylen påträffas i skogsområden i lågland och lägre bergstrakter, men även i parker, jordbruksbygd och trädgårdar. Den ses vanligen i små till medelstora flockar, ibland även med andra arter. Födan består av små bär och frukt samt insekter och deras larver, däribland fjärilar och mätare som den fångar i flykten efter att ha skrämt upp dem. 

## Status och hot
Arten har ett stort utbredningsområde och tros öka i antal. Internationella naturvårdsunionen IUCN listar den därför som livskraftig (LC).

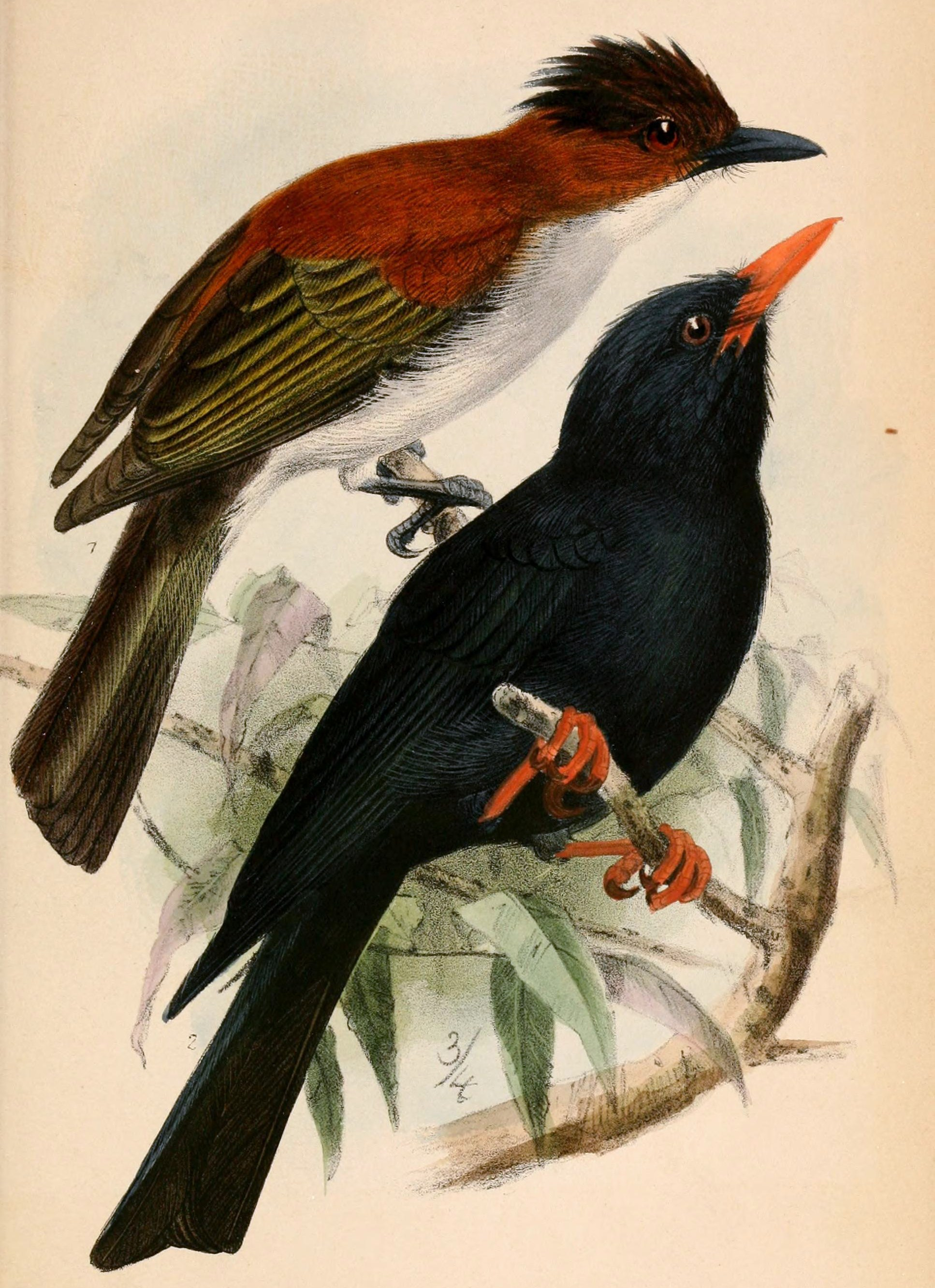
Kastanjebulbyl med svartbulbyl